# ジョニー・ウィアー
ジョン・ガーヴィン・"ジョニー"・ウィアー＝ヴォロノフ（John Garvin "Johnny" Weir-Voronov 1984年7月2日 - ）は、アメリカ合衆国の元フィギュアスケート選手（男子シングル）。2006年トリノオリンピック5位、2010年バンクーバーオリンピック6位入賞。2008年世界選手権銅メダリスト。全米選手権三連覇（2004年-2006年）。

## 人物
ペンシルベニア州コーツビルに生まれる。スコットランド、アイルランド、ドイツ、ノルウェーにルーツを持つ。家族構成は本人と父、母、弟。経済的な理由でスケートを続けるために大学進学を諦めた。弟の大学の学費はジョニー自身が出しており非常に家族仲が良い。ちなみにジョニーのミドル・ネームGarvinは、「好きではないから」という理由で長らく伏せられていた。また婚姻にともない姓をウィアー＝ヴォロノフ（Weir-Voronov）と配偶者の姓との複合姓に改めた。
中性的な容姿と芸術性の高い演技で女性人気が非常に高く、世界中にファンクラブが存在する。2007年には2006-2007シーズンを追ったドキュメンタリーDVDが日本で限定発売された。そのドキュメンタリーは後に2009年に北米、欧州の映画祭などでも上映され、2010年からはそのドキュメンタリーの続編『BE GOOD JOHNNY WEIR』がケーブルTV・サンダンス・チャンネルにて放送されている。
小学生の時からロシアが好きだった。2007年ロシアのショーで、ロシア人以外で唯一“ロシアを愛する賞”を表彰された。ロシア人フィギュアスケータータチアナ・トトミアニナ から誕生日プレゼントでもらった「СССР（ソビエト連邦）」と書いてあるジャージがお気に入り。エフゲニー・プルシェンコを尊敬している。プルシェンコからは「クワド（四回転ジャンプ）が跳べたら世界一」と評された。
同じアメリカのアイスダンスの選手であるメリッサ・グレゴリー＆デニス・ペチュホフと仲がよく、アイスショーではトリオナンバーを披露している（ペチュホフは2007-2008シーズンのフリースケーティングの振り付けも担当している）。また女子シングルのサーシャ・コーエン、イリーナ・スルツカヤとは良き友人同士である。
自称ファッションフリーク。ファッションショーでのモデルの経験もある。2007－2008シーズンの衣装は自分でデザインしたもの。またメリッサ・グレゴリーとデニス・ペチュホフの衣装、羽生結弦の衣装もデザインしている。
2011年1月11日に自伝『Welcome to My World』を出版。その中で、自身が同性愛者であるとカミングアウトしている。同じ日に1stシングル『Dirty Love』で歌手デビューした。同年末、アトランタ在住のロシア系ユダヤ人の男性弁護士と同性結婚。その後離婚。2012年2月にはカトリックからユダヤ教に改宗した。

## 技術・演技
ウィアーの最大の魅力はその表現の美しさにある。スピンは、そのほとんどが最高評価のレベル4を獲得している。ジャンプは3回転アクセルを得意としている。負荷をかけた筋力トレーニングは体重が増えるため行っておらず、専らピラティスを行っている。
フィギュアスケート界では非常に珍しい、時計回りのジャンプをする選手である。大半の選手は反時計回りに回転しており、時計回りに回転する選手は稀である。

## 経歴

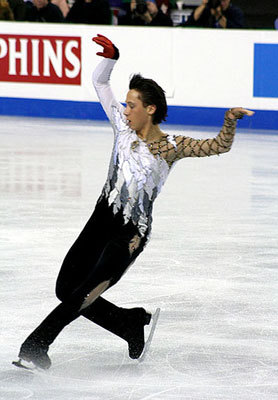
2006年世界選手権のウィアー

1994年リレハンメルオリンピックでオクサナ・バイウルが演じた「白鳥」に感銘を受け、12歳からスケートを始めた。コーチは当初からプリシラ・ヒル。それ以前は乗馬をしており、ペンシルベニア州のチャンピオンになった事もある。スケートを始めてわずか1年間で3回転トウループと3回転サルコウを習得し、その3年後の2001年世界ジュニア選手権で早くも優勝。翌2001-2002シーズンはグランプリシリーズに出場した。
2002-2003シーズンはロシア杯に出場を予定していたが、病気のため棄権。全米選手権はSPで2位に立っていたが、FSの演技中にブレードをリンク側面のボードに引っかけて転倒。レフリーの許可を得て演技をやり直したが再び転倒し、その際に負傷したため棄権することとなった。このことは関係者からは激しい非難を浴びた。地方予選からのスタートとなった翌2003-2004シーズン、全米選手権で初優勝。世界選手権でも5位に食い込む活躍を見せた。続く2004-2005シーズンには国際大会に復帰、グランプリシリーズで2連勝を果たし、再度全米選手権を制した。
2005-2006シーズン、全米選手権で優勝して3連覇を果たし、出場資格を得たトリノオリンピックでは、SPで「白鳥」の曲に乗って完璧な演技を見せ、当時のパーソナルベストの80.00点を得点しエフゲニー・プルシェンコに次ぐ2位につけたが、総合では5位入賞となった。続く世界選手権のFSでは後半の転倒で以前から痛めていた背中を更に痛めてしまったが、立ち上がって最後まで滑りきり観客から温かい拍手を受けた。
2006-2007シーズン、春から夏にかけてチャンピオンズ・オン・アイスのツアーに長期参加していた為、プログラム作成をする時間がとれずツアー仲間で友人のマリナ・アニシナに振り付けを依頼し、従来の繊細で優雅な路線ではなく力強さを表現したプログラムを完成させた。しかし、オリンピック後の疲労が心身ともに溜まっていた為か精彩を欠く不振のシーズンとなる。その経験は、長く師事していたコーチから離れることや自分のスケートスタイルの再確認など、後のシーズンに影響を与えた。
2007-2008シーズン、グランプリシリーズの初戦となった中国杯で優勝、次戦のロシア杯でも安定した演技で優勝を果たした。2連勝で迎えたグランプリファイナルでは古傷の再発と足首の怪我により4位に留まった。全米選手権ではSP1位、FSでは4回転ジャンプも構成に入れての完成度の高い演技で2位、優勝したエヴァン・ライサチェックに次いで2位という結果になった。世界選手権では3位となり、初めて世界選手権のメダルを手にした。なお全米選手権では総得点でウィアーとライサチェックが並ぶという珍事となり、FSの得点の高い方が上位というルールが適用された。
2008-2009シーズンはスケートアメリカで2位。NHK杯でも、風邪でコンディションを崩しながら2位となった。グランプリファイナルでは3位。全米選手権は5位に終わり、世界選手権の出場を逃した。
2009-2010シーズンはデヴィッド・ウィルソンに振り付けを依頼。グランプリシリーズ初戦のロステレコム杯ではジャンプの不調が続き4位に終わったが、その後のNHK杯では安定した演技で2位につけた。グランプリファイナルでは更に安定度を高め、SP・FSともにノーミスの演技でパーソナルベストを更新。3位となり、2年連続で銅メダルを獲得した。全米選手権でも3位となり、バンクーバーオリンピック代表に選出された。バンクーバーオリンピックは総合6位に終わった。FSではノーミスの演技を披露し、会場中からスタンディングオベーションを受けた。だが点数が思ったほど伸びなかったため、会場からブーイングが起こった。しかし、ジョニー自身は優しい表情で観客席に向かって「抑えて抑えて」とブーイングを静める仕草をした。エルヴィス・ストイコとサーシャ・コーエンは「ウィアーは（5位の）チャンより上であるべきだった」と語っている。世界選手権は欠場した。2010年7月時点で、2010-2011シーズンの競技には参加しない旨を公表した。主な理由として「自分のスケーティングのイメージを再構築するための休養期間が必要」としている。
2012年1月、競技復帰を表明。フィンランディア杯で試合に復帰し4位。ロステレコム杯ではSPの後に、膝の負傷により棄権した。また、出場を予定していたエリック・ボンパール杯も出場を取りやめた。
2013-2014シーズンも競技会への参加を予定していたものの、代表選考会である全米選手権の予選会へのエントリーをしなかったために、ソチオリンピックへの出場はできない。
2013年10月23日、競技生活からの引退を発表した。
2018年末、フィギュアスケートを題材としたNetflix製作のドラマ『栄光へのスピン』に出演すると発表された。ドラマは2020年に配信され、ゲイブ役を演じた。
2023年にプロスケーターとしての活動からの引退を表明している。

## 主な戦績

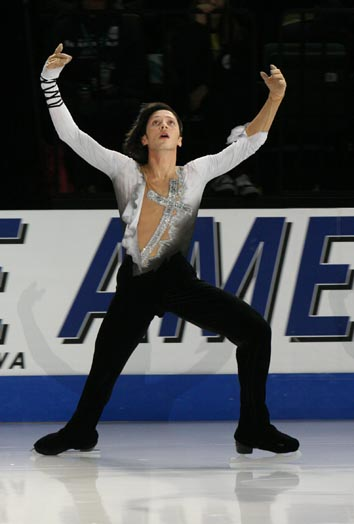
2008年スケートアメリカのエキシビション

### 2001-2002シーズン以降
| 大会/年            | 2001-02 | 2002-03 | 2003-04 | 2004-05 | 2005-06 | 2006-07 | 2007-08 | 2008-09 | 2009-10 | 2012-13 |
| ------------------ | ------- | ------- | ------- | ------- | ------- | ------- | ------- | ------- | ------- | ------- |
| 冬季オリンピック   |         |         |         |         | 5       |         |         |         | 6       |         |
| 世界選手権         |         |         | 5       | 4       | 7       | 8       | 3       |         |         |         |
| 四大陸選手権       | 4       |         |         |         |         |         |         |         |         |         |
| 全米選手権         | 5       | 棄権    | 1       | 1       | 1       | 3       | 2       | 5       | 3       |         |
| GPファイナル       |         |         |         |         |         | 棄権    | 4       | 3       | 3       |         |
| GPロステレコム杯   |         | 棄権    |         | 2       | 3       | 2       | 1       |         | 4       | 棄権    |
| GPNHK杯            |         | 棄権    |         | 1       |         |         |         | 2       | 2       |         |
| GPスケートアメリカ |         |         |         |         |         |         |         | 2       |         |         |
| GP中国杯           |         |         |         |         |         |         | 1       |         |         |         |
| GPスケートカナダ   | 7       |         |         |         | 7       | 3       |         |         |         |         |
| GPエリック杯       | 4       |         |         | 1       |         |         |         |         |         |         |
| フィンランディア杯 |         |         | 2       |         |         |         |         |         |         | 4       |

### 2000-2001シーズンまで
| 大会/年           | 1998-99 | 1999-00 | 2000-01 |
| ----------------- | ------- | ------- | ------- |
| 全米選手権        | 4 J     | 5 J     | 6       |
| 世界Jr.選手権     |         |         | 1       |
| JGPハルビン       |         |         | 2       |
| JGPサンジェルヴェ |         |         | 6       |
| JGPピルエッテン   |         | 2       |         |
| JGPチェコスケート |         | 7       |         |
| JGPSNPバンスカー  | 1       |         |         |

- J = ジュニアクラス

### 詳細
| 2012-2013 シーズン   |                                                  |          |          |          |
| 開催日               | 大会名                                           | SP       | FS       | 結果     |
| 2012年11月9日 - 11日 | ISUグランプリシリーズ ロステレコム杯（モスクワ） | 10 57.47 | -        | 棄権     |
| 2012年10月4日 - 7日  | 2012年フィンランディア杯（エスポー）             | 4 69.03  | 5 132.39 | 4 201.42 |

| 2009-2010 シーズン    |                                                  |         |          |          |
| 開催日                | 大会名                                           | SP      | FS       | 結果     |
| 2010年2月12日 - 28日  | バンクーバーオリンピック（バンクーバー）         | 6 82.10 | 6 156.77 | 6 238.87 |
| 2010年1月14日 - 24日  | 全米フィギュアスケート選手権（スポケーン）       | 3 83.51 | 5 148.58 | 3 232.09 |
| 2009年12月3日 - 6日   | 2009/2010 ISUグランプリファイナル（東京）        | 4 84.60 | 4 152.75 | 3 237.35 |
| 2009年11月5日 - 8日   | ISUグランプリシリーズ NHK杯（長野）              | 3 78.35 | 3 139.35 | 2 217.70 |
| 2009年10月22日 - 25日 | ISUグランプリシリーズ ロステレコム杯（モスクワ） | 3 72.57 | 6 125.98 | 4 198.55 |

| 2008-2009 シーズン    |                                                      |         |          |          |
| 開催日                | 大会名                                               | SP      | FS       | 結果     |
| 2009年1月18日 - 25日  | 全米フィギュアスケート選手権（クリーブランド）       | 7 70.76 | 5 133.23 | 5 203.99 |
| 2008年12月10日 - 14日 | 2008/2009 ISUグランプリファイナル（高陽）            | 4 72.50 | 2 143.00 | 3 215.50 |
| 2008年11月27日 - 30日 | ISUグランプリシリーズ NHK杯（東京）                  | 2 78.15 | 2 146.27 | 2 224.42 |
| 2008年10月23日 - 26日 | ISUグランプリシリーズ スケートアメリカ（エバレット） | 2 80.55 | 2 144.65 | 2 225.20 |

| 2007-2008 シーズン    |                                                  |         |          |          |
| 開催日                | 大会名                                           | SP      | FS       | 結果     |
| 2008年3月17日 - 23日  | 2008年世界フィギュアスケート選手権（ヨーテボリ） | 2 80.79 | 5 141.05 | 3 221.84 |
| 2008年1月20日 - 27日  | 全米フィギュアスケート選手権（セントポール）     | 1 83.40 | 2 161.37 | 2 244.77 |
| 2007年12月13日 - 16日 | 2007/2008 ISUグランプリファイナル（トリノ）      | 4 74.80 | 4 141.36 | 4 216.16 |
| 2007年11月22日 - 25日 | ISUグランプリシリーズ ロシア杯（モスクワ）       | 2 80.15 | 1 149.81 | 1 229.96 |
| 2007年10月6日 - 7日   | 日米対抗フィギュアスケート競技大会2007（横浜）   | 1 73.90 | -        | 1 団体   |

| 2006-2007 シーズン    |                                                           |         |           |          |
| 開催日                | 大会名                                                    | SP      | FS        | 結果     |
| 2007年3月19日 - 25日  | 2007年世界フィギュアスケート選手権（東京）                | 4 74.26 | 10 132.71 | 8 206.97 |
| 2007年1月21日 - 28日  | 全米フィギュアスケート選手権（スポケーン）                | 2 78.14 | 4 135.06  | 3 213.20 |
| 2006年12月14日 - 17日 | 2006/2007 ISUグランプリファイナル（サンクトペテルブルク） | 5 67.60 | -         | 棄権     |
| 2006年11月24日 - 26日 | ISUグランプリシリーズ ロシア杯（モスクワ）                | 2 75.10 | 5 121.18  | 2 196.28 |
| 2006年11月2日 - 5日   | ISUグランプリシリーズ スケートカナダ（ビクトリア）        | 2 76.28 | 4 122.42  | 3 198.70 |
| 2006年10月15日        | キャンベルカップ（シンシナティ）                          | 1 78.61 | -         | 1 団体   |

| 2005-2006 シーズン  |                                                        |         |         |          |          |
| 開催日              | 大会名                                                 | 予選    | SP      | FS       | 結果     |
| 2006年3月19日-26日  | 2006年世界フィギュアスケート選手権（カルガリー）       | 4 33.38 | 5 73.53 | 8 128.66 | 7 235.57 |
| 2006年2月10日-26日  | トリノオリンピック（トリノ）                           | -       | 2 80.00 | 6 136.63 | 5 216.63 |
| 2006年1月7日-15日   | 全米フィギュアスケート選手権（セントルイス）           | -       | 1 83.28 | 3 142.06 | 1 225.34 |
| 2005年11月24日-27日 | ISUグランプリシリーズ ロシア杯（サンクトペテルブルク） | -       | 3 75.15 | 4 131.64 | 3 206.79 |
| 2005年10月27日-30日 | ISUグランプリシリーズ スケートカナダ（セントジョンズ） | -       | 2 70.25 | 8 107.34 | 7 177.59 |

| 2004-2005 シーズン  |                                                      |         |         |          |          |
| 開催日              | 大会名                                               | 予選    | SP      | FS       | 結果     |
| 2005年3月14日-20日  | 2005年世界フィギュアスケート選手権（モスクワ）       | 4 32.20 | 9 70.50 | 6 133.36 | 4 236.06 |
| 2005年1月9日-16日   | 全米フィギュアスケート選手権（ポートランド）         | -       | 2       | 1        | 1        |
| 2004年11月25日-28日 | ISUグランプリシリーズ ロシア杯（モスクワ）           | -       | 2 71.25 | 2 136.74 | 2 207.99 |
| 2004年11月28日-21日 | ISUグランプリシリーズ エリック・ボンパール杯（パリ） | -       | 1 75.90 | 2 132.20 | 1 208.10 |
| 2004年11月4日-7日   | ISUグランプリシリーズ NHK杯（名古屋）                | -       | 1 74.05 | 1 146.20 | 1 220.25 |

| 2003-2004 シーズン |                                                    |      |    |    |      |
| 開催日             | 大会名                                             | 予選 | SP | FS | 結果 |
| 2004年3月22日-28日 | 2004年世界フィギュアスケート選手権（ドルトムント） | 7    | 4  | 5  | 5    |
| 2004年1月3日-11日  | 全米フィギュアスケート選手権（アトランタ）         | -    | 1  | 1  | 1    |
| 2003年10月9日-12日 | 2003年フィンランディア杯（ヘルシンキ）             | -    | 1  | 2  | 2    |

| 2002-2003 シーズン |                                        |      |    |    |      |
| 開催日             | 大会名                                 | 予選 | SP | FS | 結果 |
| 2003年1月12日-19日 | 全米フィギュアスケート選手権（ダラス） | -    | 2  | -  | 棄権 |

| 2001-2002 シーズン    |                                                        |    |    |      |
| 開催日                | 大会名                                                 | SP | FS | 結果 |
| 2002年1月21日 - 27日  | 2002年四大陸フィギュアスケート選手権（全州）           | 3  | 4  | 4    |
| 2002年1月6日 - 13日   | 全米フィギュアスケート選手権（ロサンゼルス）           | 4  | 5  | 5    |
| 2001年11月14日 - 18日 | ISUグランプリシリーズ ラリック杯（パリ）               | 5  | 4  | 4    |
| 2001年11月1日 - 4日   | ISUグランプリシリーズ スケートカナダ（サスカトゥーン） | 8  | 7  | 7    |

| 2000-2001 シーズン   |                                                          |      |    |    |      |
| 開催日               | 大会名                                                   | 予選 | SP | FS | 結果 |
| 2001年2月26日-3月2日 | 2001年世界ジュニアフィギュアスケート選手権（ソフィア）   | 1    | 1  | 1  | 1    |
| 2001年1月14日-21日   | 全米フィギュアスケート選手権（ボストン）                 | -    | 6  | 6  | 6    |
| 2000年10月12日-15日  | ISUジュニアグランプリ ハルビン（ハルビン）               | -    | 2  | 2  | 2    |
| 2000年8月23日-26日   | ISUジュニアグランプリ サンジェルヴェ（サン・ジェルヴェ） | -    | 6  | 7  | 6    |

| 1999-2000 シーズン    |                                                               |    |    |      |
| 開催日                | 大会名                                                        | SP | FS | 結果 |
| 2000年1月6日 - 13日   | 全米フィギュアスケート選手権 ジュニアクラス（クリーブランド） | 1  | 5  | 5    |
| 1999年11月11日 - 14日 | ISUジュニアグランプリ ピルエッテン（ハーマル）                | 3  | 2  | 2    |
| 1999年10月6日 - 10日  | ISUジュニアグランプリ チェコスケート（オストラヴァ）          | 5  | 11 | 7    |

| 1998-1999 シーズン       |                                                                   |    |    |      |
| 開催日                   | 大会名                                                            | SP | FS | 結果 |
| 1999年1月7日 - 14日      | 全米フィギュアスケート選手権 ジュニアクラス（ソルトレイクシティ） | 7  | 3  | 4    |
| 1998年10月29日 - 11月1日 | ISUジュニアグランプリ SNPバンスカー（バンスカー・ビストリツァ）   | 1  | 1  | 1    |

| 1997-1998 シーズン  |                                                                 |    |    |      |
| 開催日              | 大会名                                                          | SP | FS | 結果 |
| 1998年1月4日 - 11日 | 全米フィギュアスケート選手権 ジュニアクラス（フィラデルフィア） | 2  | 3  | 3    |

## プログラム使用曲
| シーズン  | SP | FS | EX |
| --------- | --- | --- | --- |
| 2012-2013 | ポーカー・フェイス 曲：レディー・ガガ 振付：ジョニー・ウィアー、ニーナ・ペトレンコ、ニコライ・モロゾフ                    | テーマ：フェニックス レクイエム・フォー・タワー サラバンド 演奏：エスカーラ フレデリック・ショパンセレクション 演奏：エドウィン・マートン 振付：ジョニー・ウィアー、ガリーナ・ズミエフスカヤ、ニコライ・モロゾフ                               | 夜想曲第20番 作曲：フレデリック・ショパンファイター 曲：クリスティーナ・アギレラ白鳥の湖 作曲：ピョートル・チャイコフスキーボーン・ディス・ウェイ 曲：レディー・ガガ |
| 2009-2010 | アイ・ラブ・ユー、アイ・ヘイト・ユー 作曲：ラウル・ディ・ブラシオ 振付：デヴィッド・ウィルソン                            | フォーリン・エンジェルズ by Various Artists 振付：デヴィッド・ウィルソン | ポーカー・フェイス ボーカル：レディー・ガガYou Made Me Impressed by Sung Si Kyung |
| 2008-2009 | 時の翼に乗って 作曲：サン・プルー 振付：ニーナ・ペトレンコ                                                                | 映画『ノートルダム・ド・パリ』より 振付：ニーナ・ペトレンコ | アヴェ・マリア 作曲：フランツ・シューベルト ボーカル：ジョシュ・グローバン踊って僕のエスメラルダ ボーカル：ガルー |
| 2007-2008 | オペラ「ユノーナとアヴォーシ」より 作曲：アレクセイ・リブニコフ 編曲：スヴェトラーナ・ピコウス 振付：ファイエ・キタエリワ | ラブ・イズ・ウォー 作曲：グローバス 振付：デニス・ペチュコフ | Feeling Good ボーカル：マイケル・ブーブレAll in Love Is Fair 曲：スティーヴィー・ワンダーアヴェ・マリア 作曲：フランツ・シューベルト ボーカル：ジョシュ・グローバン |
| 2006-2007 | キング・オブ・チェス 作曲：サイレント・ニック 振付：マリナ・アニシナ                                                      | ナザレの子 作曲：マキシム・ロドリゲス 振付：マリナ・アニシナ | All in Love Is Fair 曲：スティーヴィー・ワンダーイマジン 作曲：ジョン・レノン砂漠のバラ 作曲：スティングEnchanted(パッサカリア&Nature Boy) by シークレット・ガーデン&デヴィッド・ボウイFallen Angels(Sarabande Suite) by Globus 振付：デニス・ペチュホフ、ナタリア・リニチュク、タチアナ・タラソワ |
| 2005-2006 | 白鳥 作曲：カミーユ・サン＝サーンス 振付：タチアナ・タラソワ、シャネッタ・フォレ、エフゲニー・プラトフ                    | 秋によせて 作曲：ラウル・ディ・ブラシオ 振付：タチアナ・タラソワ、シャネッタ・フォレ、エフゲニー・プラトフアマゾニック ハナの瞳 ワンダーランド 作曲：マクシム・ムルヴィツァ 振付：タチアナ・タラソワ、シャネッタ・フォレ、エフゲニー・プラトフ | マイ・ウェイ ボーカル：フランク・シナトラ |
| 2004-2005 | 序奏とロンド・カプリチオーソ 作曲：カミーユ・サン＝サーンス 振付：タチアナ・タラソワ、エフゲニー・プラトフ                | 秋によせて 作曲：ラウル・ディ・ブラシオ 振付：タチアナ・タラソワ、エフゲニー・プラトフ | 歌劇『ユノーナとアヴォーシ』より 作曲：アレクセイ・リブニコフ 編曲：スヴェトラーナ・ピコウスアンチェインド・メロディ 作曲：ライチャス・ブラザーズ |
| 2003-2004 | 悲しきワルツ 作曲：ジャン・シベリウス 振付：タチアナ・タラソワ、マイヤ・ウソワ、エフゲニー・プラトフ                      | 映画『ドクトル・ジバゴ』より 作曲：モーリス・ジャール 振付：ジュゼッペ・アリーナ | イマジン ボーカル：スティーヴィー・ワンダー |
| 2002-2003 | イノセンス + ジデコ シルク・ドゥ・ソレイユより 作曲：ベノワ・ジュトラス 振付：ミッシェル・ポーリー                        | 映画『ドクトル・ジバゴ』より 作曲：モーリス・ジャール 振付：ジュゼッペ・アリーナ、アンフェリカ・クリコワ | - |